# Дыбьянки
Дыбьянки (укр. Диб'янки) — село в Пустомытовской городской общине Львовского района Львовской области Украины.
Население по переписи 2001 года составляло 28 человек. Занимает площадь 0,15 км². Почтовый индекс — 81119. Телефонный код — 3230.